# Royal Rumble (1996)
Royal Rumble (1996) – 9. edycja gali wrestlingu Royal Rumble wyprodukowana przez federację World Wrestling Federation (WWF), która odbyła się 21 stycznia 1996 w hali Selland Arena we Fresno w stanie Kalifornia.
Gala oferowała sześć walk w tym jedną nagraną do programu WWE Free for All - było to również pierwsze pay-per-view, na którym nagrano walkę do programu Free for All. Walką wieczoru oprócz 30-osobowego battle royal Royal Rumble matchu, było starcie The Undertakera z Bretem Hartem o tytuł WWF Championship. The Undertaker zwyciężył w pojedynku poprzez dyskwalifikację (jednak nie zdobył mistrzostwa), po tym jak Diesel interweniował w walce. W pozostałych ważnych starciach: 1) The Smoking Gunns (Billy Gunn i Bart Gunn) obronili mistrzostwo drużynowe WWF Tag Team Championship pokonując The Bodydonnas (Skip i Zip); 2) Goldust pokonał Razor Ramona o mistrzostwo interkontynentalne WWF Intercontinental Championship; 3) W Royal Rumble matchu zwyciężył Shawn Michaels, który wygrał Royal Rumble match po raz drugi z rzędu eliminując jako ostatniego przeciwnika Diesela i otrzymując walkę na gali WrestleMania XII o mistrzostwo WWF Championship. 

## Rezultaty
| Nr                                                                                       | Wyniki                                                                                           | Stypulacje                                                                        | Czas  |
| ---------------------------------------------------------------------------------------- | ------------------------------------------------------------------------------------------------ | --------------------------------------------------------------------------------- | ----- |
| 1F                                                                                       | Duke Droese pokonał Huntera Hearst Helmsleya przez dyskwalifikację                               | Singles match o wejście do ringu podczas Royal Rumble matchu jako 30 uczestnik    | 6:25  |
| 2                                                                                        | Ahmed Johnson pokonał Jeffa Jarretta przez dyskwalifikację                                       | Singles match                                                                     | 6:40  |
| 3                                                                                        | The Smoking Gunns (Billy Gunn i Bart Gunn) (c) pokonali The Bodydonnas (Skipa i Zipa) (w/ Sunny) | Tag team match o WWF Tag Team Championship                                        | 11:14 |
| 4                                                                                        | Goldust (w/ Marlena) pokonał Razor Ramona (c)                                                    | Singles match o WWF Intercontinental Championship                                 | 14:17 |
| 5                                                                                        | Shawn Michaels zwyciężył w Royal Rumble matchu eliminując jako ostatniego z ringu Diesela        | 30-osobowy Royal Rumble match o walkę o WWF Championship na gali WrestleMania XII | 58:49 |
| 6                                                                                        | The Undertaker (w/ Paul Bearer) pokonał Breta Harta (c) przez dyskwalifikację                    | Singles match o WWF Championship                                                  | 28:31 |
| (c) – mistrz/mistrzyni przed walkąF – walka była transmitowana przed PPV na Free for All |                                                                                                  |                                                                                   |       |

### Royal Rumble match
Nowy zawodnik wchodził co ok. 2 minuty do ringu.

| Wchodzący jako | Wrestler               | Wyeliminowany jako | Wyeliminowany przez                   | Czas w ringu | Liczba eliminacji |
| -------------- | ---------------------- | ------------------ | ------------------------------------- | ------------ | ----------------- |
| 1              | Hunter Hearst Helmsley | 19                 | Diesel                                | 48:04        | 1                 |
| 2              | Henry O. Godwinn       | 2                  | Jake Roberts                          | 16:24        | 0                 |
| 3              | Bob Backlund           | 1                  | Yokozuna                              | 12:22        | 0                 |
| 4              | Jerry Lawler           | 16                 | Shawn Michaels                        | 36:02        | 0                 |
| 5              | Bob Holly              | 18                 | The Ringmaster                        | 39:35        | 0                 |
| 6              | King Mabel             | 3                  | Yokozuna                              | 12:14        | 0                 |
| 7              | Jake Roberts           | 6                  | Vader                                 | 14:39        | 2                 |
| 8              | Dory Funk Jr.          | 5                  | Savio Vega                            | 10:53        | 0                 |
| 9              | Yokozuna               | 11                 | Shawn Michaels                        | 19:14        | 3                 |
| 10             | 1-2-3 Kid              | 13                 | Shawn Michaels                        | 15:40        | 0                 |
| 11             | Takao Omori            | 4                  | Hunter Hearst Helmsley i Jake Roberts | 02:48        | 0                 |
| 12             | Savio Vega             | 10                 | Vader                                 | 12:28        | 1                 |
| 13             | Vader                  | 12                 | Shawn Michaels                        | 11:04        | 4                 |
| 14             | Doug Gilbert           | 7                  | Vader                                 | 02:59        | 0                 |
| 15             | Squat Teamer #1        | 8                  | Vader                                 | 01:11        | 0                 |
| 16             | Squat Teamer #2        | 9                  | Yokozuna                              | 00:24        | 0                 |
| 17             | Owen Hart              | 21                 | Diesel i Shawn Michaels               | 20:43        | 2                 |
| 18             | Shawn Michaels         | -                  | Zwycięzca                             | 26:09        | 8                 |
| 19             | Hakushi                | 14                 | Owen Hart                             | 01:53        | 0                 |
| 20             | Tatanka                | 17                 | Diesel                                | 04:09        | 1                 |
| 21             | Aldo Montoya           | 15                 | Tatanka                               | 01:52        | 0                 |
| 22             | Diesel                 | 29                 | Shawn Michaels                        | 17:51        | 5                 |
| 23             | Kama                   | 28                 | Diesel                                | 15:57        | 1                 |
| 24             | The Ringmaster         | 23                 | Fatu                                  | 10:57        | 1                 |
| 25             | Barry Horowitz         | 20                 | Owen Hart                             | 04:15        | 0                 |
| 26             | Fatu                   | 24                 | Isaac Yankem, DDS                     | 07:07        | 1                 |
| 27             | Isaac Yankem, DDS      | 25                 | Shawn Michaels                        | 07:05        | 1                 |
| 28             | Marty Jannetty         | 22                 | The British Bulldog                   | 02:35        | 0                 |
| 29             | The British Bulldog    | 27                 | Shawn Michaels                        | 03:39        | 1                 |
| 30             | Duke Droese            | 26                 | Diesel i Kama                         | 01:10        | 0                 |

### Ciekawostki i statystyki Royal Rumble matchu
- Największa liczba wyeliminowanych przeciwników: Shawn Michaels – 8[7].
- Najdłużej przebywający zawodnik w ringu: Hunter Hearst Hemsley – 48 minut i 1 sekunda.
- Najkrócej przebywający zawodnik w ringu: Swat Team #2 – 24 sekundy.
- Po wejściu Jake’a Robertsa do ringu Jerry Lawler ukrył się pod ringiem, pozostawał tam dopóki Shawn Michaels nie poszedł go szukać aby sprowadzić go z powrotem na ring i wyeliminować.
- Royal Rumble match 1996 był pierwszym, w którym zaczęto emitować motywy muzyczne dla wchodzących do ringu wrestlerów[8].
- Po raz pierwszy w historii gali Royal Rumble, Royal Rumble match nie kończył gali - został rozegrany wcześniej, a następnie po nim odbyła się walka wieczoru The Undertaker vs Bret Hart o WWF Championship[9].